# Барон Грантчестер

Барон Грантчестер из Найтсбриджа в Вестминстере — наследственный титул в системе Пэрства Соединённого королевства. 
Он был создан 30 июня 1953 года для британского банкира и либерального политика Альфреда Сьюенсона-Тейлора (1893—1976). По состоянию на 2023 год носителем титула являлся его внук, Кристофер Джон Сьюенсон-Тейлор, 3-й барон Грантчестер (род. 1951), который сменил своего отца в 1995 году. В 2003 году после смерти лорда Майкла Милнера из Лидса лорд Грантчестер занял его место в Палате лордов, став одним из девяноста избранных наследственных пэров, которые остались в Палате лордов после принятия Акта Палаты лордов 1999 года. Лорд Грантчестер — лейборист и председатель молочных фермеров Великобритании. 3-й лорд Грантчестер занимает 32-е место в списке богачей от Sunday Times за 2009 год (1 миллион 200 тысяч фунтов стрелингов).

## Бароны Грантчестер (1953)
- 1953—1976: Альфред Джесси Сьюенсон-Тейлор, 1-й барон Грантчестер[англ.] (14 августа 1893 — 2 июля 1976), старший сын Альфреда Джорджа Тейлора (1872—1959)[2];
- 1976—1995: Кеннет Бент Сьюенсон-Тейлор, 2-й барон Грантчестер (18 августа 1921 — 12 августа 1995), единственный сын предыдущего[3];
- 1995 — настоящее время: Кристофер Джон Сьюенсон-Тейлор, 3-й барон Грантчестер (род. 8 апреля 1951), старший сын предыдущего[4];
  - Наследник титула: достопочтенный Джесси Дэвид Джаффе Сьюенсон-Тейлор (род. 6 июня 1977), старший сын предыдущего.